# El Cortez Apartment Hotel
Le El Cortez Apartment Hotel est un hôtel situé à Cortez Hill, à San Diego, en Californie, aux États-Unis. Il est inscrit sur le Registre national des lieux historiques.
Avec les lettres géantes au sommet l'immeuble fait une hauteur totale de 105 m.
C'est le plus ancien gratte-ciel de San Diego.